# Marc Emmers
Marc Jozef Emmers, född 25 februari 1966, är en belgisk före detta professionell fotbollsspelare som spelade som mittfältare för fotbollsklubbarna Waterschei, Mechelen, Anderlecht, Perugia, Lugano och Diest mellan 1983 och 2000. Han spelade också 37 landslagsmatcher för det belgiska fotbollslandslaget mellan 1988 och 1994.

## Titlar
| Mechelen - Ligamästerskap (1) - Europeiska cupvinnarcupen (1) - Uefa Super Cup (1) | Anderlecht - Ligamästerskap (4) - Belgiska cupen (1) - Belgiska Supercupen (2) |